# Ernst Stemann
Christian Ludvig Ernst Stemann, född den 14 mars 1802 i Husum, Schleswig-Holstein, död den 14 mars 1876, var en dansk jurist, släkting till Poul Christian Stemann.
Stemann blev 1826 juris doktor i Kiel och 1827 advokat i sin födelsestad. År 1836-49 beklädde han flera olika juridiska ämbeten i Slesvig, blev 1850 departementschef under regeringen där och var 1852-64 president i slesvigska appellationsdomstolen. Sedan vistades han, sysselsatt med rättshistoriska studier, i Köpenhamn till sin död. 
Bland hans skrifter märks Schleswigs Recht und Gerichtsverfassung im 17. Jahrhundert (1855), Geschichte des öffentlichen und Privatrechts des Herzogtums Schleswig (3 band, 1866-67) och Den danske Retshistorie indtil Christian V:s Lov (1871).